# Les Irois
Les Irois, in creolo haitiano Lèziwa, è un comune di Haiti facente parte dell'arrondissement di Anse-d'Ainault nel dipartimento di Grand'Anse.